# Charles Preynat
Pour les articles homonymes, voir Preynat.
Claude Preynat, était un pilote de rallye français.

## Palmarès
- Vainqueur du 4e Rallye du Maroc, en 1950 (avec André Costa, sur Simca 8 Sport), 13 ans après la troisième édition, pour cause de guerre[3];
  - 2e du 4e rallye Mont-Blanc Iseran  (futur rallye du Mont-Blanc), en  1950 (avec Costa, sur Simca 1221 (<1 100 cm3))[4];
  - 6e de Liège-Rome-Liège, en 1950 (avec Costa, sur Simca 1221)[5];
  - participation au rallye Monte-Carlo en 1952 (avec P. Davoust, sur  Citroën Traction (ab.))[6].